# إدموند جاي جيمس
إدموند جاي جيمس (بالإنجليزية: Edmund Janes James) هو اقتصادي أمريكي، ولد في 21 مايو 1855 في جاكسونفيل في الولايات المتحدة، وتوفي في 17 يونيو 1925 في كوفينا في الولايات المتحدة.